# 拉弗赖
拉弗赖（法語：Lafraye，法語發音：[lafʁɛ]）是法国瓦兹省的一个市镇，属于博韦区。

## 地理
拉弗赖（49°29'42"N, 2°12'39"E）面积5.53 平方千米，位于法国上法蘭西大區瓦兹省，该省份为法国北部内陆省份，北起索姆省，西接厄尔省和滨海塞纳省，南至塞纳-马恩省和瓦兹河谷省，东临埃纳省。
与拉弗赖接壤的市镇（或旧市镇、城区）包括：欧迪维莱、奥罗埃尔、布雷什河畔勒伊、沃莱讷。

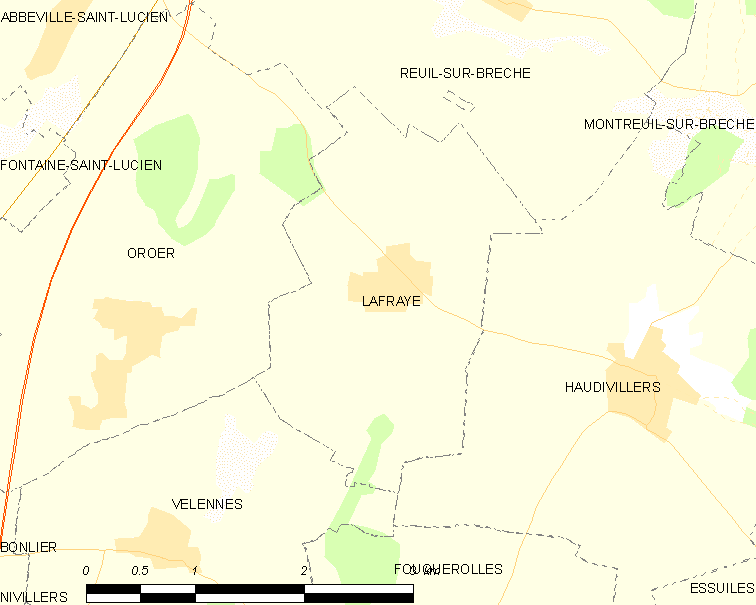
拉弗赖的OSM定位图

拉弗赖的时区为UTC+01:00、UTC+02:00（夏令时）。

## 行政
拉弗赖的邮政编码为60510，INSEE市镇编码为60339。

## 政治
拉弗赖所属的省级选区为穆伊县。

## 人口

1962-2008年间拉弗赖人口变化图示

拉弗赖于2022年1月1日时的人口数量为350人。